# 이나바 마사토
이나바 마사토(일본어: 稲葉正任 いなば まさとう[*], 쇼토쿠 4년 (1714년) ~ 교호 15년 1월 12일 (1730년 2월 28일))는 야마시로 요도번 2대 번주이자, 마사나리계 이나바가 종가 6대 당주이다.
초대 번주 이나바 마사토모의 3남이다. 관위는 종5위하 미노노카미이다.
형인 마사사다(正貞)가 병약했기 때문에, 교호 10년 (1725년) 8월 26일에 후계자로 뽑혔다. 교호 14년 (1729년), 아버지의 사망으로 뒤를 이었지만, 이듬해 정월 12일에 17살의 나이로 사망했다. 뒤는 아버지의 사촌동생인 하타모토 이나바 마사츠네가 뒤를 이었다. 법호는 탄신인(端信院)이고, 묘소는 도쿄도 분쿄구 유시마의 린쇼인(麟祥院)이다.
| 전임 이나바 마사토모 | 제2대 요도번 번주 1729년 - 1730년 | 후임 이나바 마사츠네 |